# Харьковское шоссе (Киев)
Ха́рьковское шоссе́ — улица (шоссе) Киева.
Пролегает от Дарницкой площади до Харьковской площади.

Возникло в 1930-х годах, начальная часть (до Новой Дарницы) представляла собой безымянную незастроенную дорогу — часть Старой Бориспольской дороги, заключительная часть (от нынешней ул. Симферопольской до Харьковской площади) состояла из двух улиц — Новой 41-й и Русановской. В 1950-е годы на основе существующих улиц была проложена автомагистраль в сторону Харькова, которую начали называть современным названием. Официально название Харьковское шоссе имеет с 1959 года.
Протяжённость 6 км.
К Харьковскому шоссе примыкают: Пражская улица — бульвар Ярослава Гашека — переулок Лобачевского — улица Фанерная — путепровод через железную дорогу — улицы Привокзальная — Тепловозная — Здолбуновская — Михаила Кравчука — Симферопольская — Юрия Литвинского — Тростянецкая — Брацлавская (Абая Кунанбаева) — Владимира Рыбака — Томашпольская — Молочанский переулок — Молочанская улица — переулки Загородный — Диканьский — улицы Грузинская — Архитектора Вербицкого — переулки Грузинский — Армянский — Армянская улица — переулки Харьковский — Черниговский — улица Братьев Чибинеевых — проспект Николая Бажана.
Улица Харьковское шоссе получила такое название в 60-е годы двадцатого века.
Ранее улица называлась Автомагистральная.

## Транспорт
- Троллейбусы 43, 50 (на Дарницкой площади)
- Автобусы 18, 42, 45, 51, 63, 104, 115
- Трамваи 8, 22, 29 (по шоссе)
- Станция метро «Бориспольская»

Примечание. Трамвайный маршрут № 29 проходит по всей длине Харьковского шоссе: до ул. Привокзальной — непосредственно по шоссе, далее — по проходящим параллельно шоссе улицам Ялтинской, Дениса Антипова. Ташкентской.

## Почтовый индекс
02160 (начало), 02096, 02175 (середина), 02091, 02121 (конец)

## Галерея
- начало на юг от Дарницкой площади
- Харьковский путепровод над железной дорогой
- к северу от пересечения с улицей Юрия Литвинского
- южнее пересечение с улицей Юрия Литвинского
- к северу от улицы Архитектора Вербицкого
- возле остановки автобуса №45 «улица Новодарницкая»